# Segunda batalla de Tamão
La segunda batalla de Tamão o la batalla de Sincouwaan fue un enfrentamiento entre una flotilla diplomática del imperio portugués y una gran flota costera de la China Ming, sucedido en 1522 en la isla de Tunmen o Tamão, en el moderno Hong Kong. La flota lusa, que llevaba a la segunda embajada de Portugal al emperador chino, fue atacada con intenciones ilícitas y una superioridad numérica abrumadora. Aunque sufrió bajas importantes, logró huir con la mayoría de sus embarcaciones.

## Trasfondo
En abril de 1521, a la vez que otra flota encabezada por Duarte de Meneses con destino a la India, Martim Afonso de Melo Coutinho partió de Lisboa con cuatro carracas capitaneadas por sus parientes Vasco Fernandes Coutinho y Diogo de Melo Coutinho, así como por Pedro Homem, con la misión de llegar hasta China para dispensar una embajada al emperador, la segunda que los lusos enviaban. Tenían como objetivo tratar de procurarse la amistad del emperador chino y de edificar una feitoría lusa en el mejor lugar de China que fuera posible, para lo que contarían con la ayuda de Fernão Pires de Andrade y Tomé Pires, que se encontraban ya en el país asiático.
En julio de 1522 alcanzaron el territorio portugués en el índico, donde se les unieron una nave pequeña perteneciente a Ambrósio do Rego y un junco robusto propiedad de Duarte Coelho. Este último volvía bajo órdenes de Jorge de Albuquerque, capitán de Malaca, a pesar de haber escapado malamente de un encuentro violento contra los chinos, la llamada primera batalla de Tamão. Estas funestas noticias y el palpable deterioro de las relaciones diplomáticas no impidieron a Coutinho continuar.
Tras un viaje accidentado, la flotilla alcanzó el delta del río de las Perlas en agosto de 1522, entrando en el puerto de Tamão sin más dilación. Allí se encontraron con una situación mucho peor que la esperada, ya que las autoridades de Cantón habían encarcelado a los Pires y se encontraban en plena confiscación de los bienes portugueses locales, y se dio también la mala coincidencia de que navegaba cerca de allí una gigantesca flota china encabezada por Ke Rong y Wang Ying'en, ya que era época de comercio y numerosos barcos de varias naciones iban y venían por las cercanías. El capitán general chino o haidao envió noticia a las autoridades de Cantón, que temieron que un restablecimiento de las relaciones con Portugal terminara por obligarles a devolver lo requisado, y por ello ordenaron a la flota hacer fracasar la embajada portuguesa.

## Batalla
Los intentos de Coutinho de establecer contacto pacífico fueron frustrados por Rong y Ying'en, que interpusieron su flota entre ellos y el puerto e hicieron un despliegue de amenaza con cañonazos y toques de tambor. Sabedor de que los chinos esperaban una excusa para comenzar hostilidades, Coutinho ordenó a los suyos mantenerse a la espera, aunque, cuando las naves chinas se acercaron al navío de Rego, éste sí avanzó y abrió fuego, obligándoles a retroceder. Coutinho le ordenó inmediatamente detenerse y regresar, y más tarde le reprendió por su temeridad.
Dispuesto a parlamentar como fuera posible, Coutinho mandó atracar en un brazo de tierra. Hizo acercarse a cinco pescadores chinos de las cercanías y, tras vestirlos ricamente y confiarles regalos, les envió como mensajeros a la flota de Wang Ying'en con el mensaje de que sólo pretendía comerciar y compensar a China por los desmanes de sus predecesores. Los pescadores le advirtieron de que los capitanes de la flota no les escucharían, y en efecto, los improvisados mensajeros no regresaron. Coutinho envió a otro par de mensajeros, pero éstos fueron recibidos con fuego de artillería. Comprendiendo por fin que las negociaciones eran inútiles, y ya después de 14 días de su llegada a tierras chinas, Coutinho ordenó que la flota zarpase y pusiera rumbo a mar abierto, momento en que la flota china fue tras ellos abriendo fuego y tratando de cortarles la retirada. El junco de Coelho quedó separado de la flota, pero logró huir por su cuenta.
La flotilla lusa intercambió cañonazos con sus perseguidores, pero la superioridad numérica de la flota china era demasiado onerosa, y el fuego terminó por dar en la santabárbara de la carraca pequeña de Diogo de Melo Coutinho, la cual voló por los aires y se hundió, dejando en el agua muertos y vivos a merced de los asiáticos. Pedro Homem, al mando de la otra carraca pequeña, que se encontraba próxima, trató valientemente de rescatar a los supervivientes en medio del fuego enemigo, pero los chinos aprovecharon para abordar su embarcación. Aunque Homem se defendió con heroísmo, su barco fue capturado, y él mismo abatido. Los otros buques portugueses, incapaces de auxiliarles debido al fragor de la batalla, pudieron ver sus últimos esfuerzos, ya que Homem era de gran estatura y llevaba una armadura completa, y fueron testigos de cómo el capitán mantenía a raya a sus enemigos a golpe de montante hasta que un cañonazo le derribó.
Gracias a la distracción de los chinos con los navíos siniestrados, los tres barcos portugueses restantes lograron repeler a sus enemigos e infligirles bajas cuantiosas, por lo que la flota asiática desistió de la persecución al fin. Martim Afonso se encontraba descorazonado al ver el destino de su hermano y Homem, pero sólo al amparo de la noche noche pudo dar media vuelta y buscar posibles supervivientes. Únicamente hallaron a uno, un portugués que se había refugiado en la cofa de la carraca de Homem mientras los chinos la abordaban, por lo que le rescataron y quemaron el barco para impedir que los chinos pudieran hacerse con ella tras la ida de los portugueses. Al final, Coutinho y sus capitanes decidieron regresar a Malaca, en cuyo camino pudieron reunirse con Coelho.